# 克里斯托弗·莱瑟姆·肖尔斯
克里斯托弗·莱瑟姆·肖尔斯（1819年2月14日—1890年2月17日），美国发明家，发明了QWERTY键盘，与塞缪尔·威拉德·索尔、卡洛斯·格利登、约翰·普拉特齐名，是美国第一台打字机的发明者。此外，他还是一名报刊出版商和威斯康辛州政治家。

## 青年时代和政治生涯
肖尔斯出生于宾夕法尼亚州蒙土尔县的穆尔斯堡。他搬到了附近的丹维尔，并在那里的一个印刷厂当学徒。学徒期满后，他于1837年搬到威斯康辛州的密尔沃基，后来又搬到了威斯康辛州的绍斯波特（现今的基诺沙）。在威斯康辛州，他开始从事报纸出版行业，并开始涉足政治。
1848年到1849年，他以民主党人的身份在威斯康辛州参议院任职；1852年到1853年，他改以自由土地党人的身份在威斯康辛州议会任职；1856年到1857年，他又以共和党人的身份在威斯康辛州参议院任职。
1851年，他的报纸《基诺沙电讯报》报道了约翰·麦卡菲里John McCaffary的审判。1853年，他领导了威斯康辛州废除死刑运动，并在其中发挥了重要作用。
他的哥哥查尔斯·肖尔斯（1816-1867）也是一名报社出版人和政治家，曾在威斯康星州立法机构的两院任职，并担任过基诺沙的市长。

## 打字机和QWERTY键盘

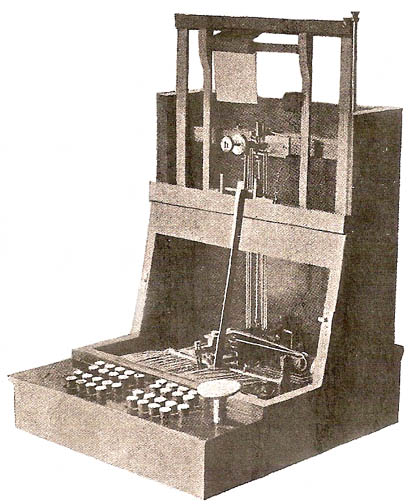
约翰·普拉特(John Pratt)的机器，它是肖尔斯的灵感来源。

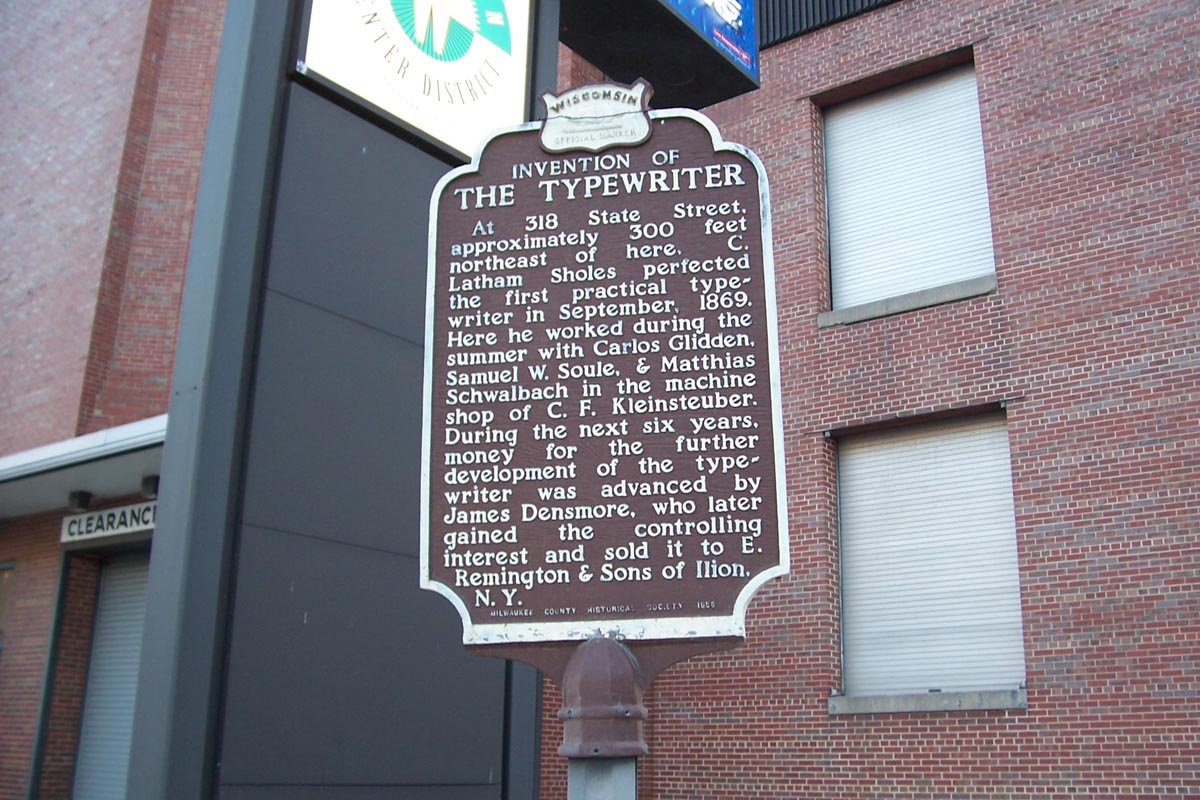
一个位于威斯康辛州的历史标志。

1837年，肖尔斯成为当地一家报社的编辑。在报社的排字工罢工之后，他准备发明一台排字机，但他最终放弃了这个想法，而准备另辟蹊径发明一台打字机。他和塞缪尔·W·索莱在一家机械加工厂开始工作，并于1866年11月13日获得发明专利。
他们给卡洛斯·格里登看了机器。卡洛斯·格里登是给机械工场工作的律师，并且他还是个业余发明家。肖尔斯在这时萌发了“机器是否也能打出字母和单词”的想法。在1867年7月，肖尔斯在《科学美国人》上看到一篇短文，介绍的是约翰·普拉特发明的一台原型打字机。这是肖尔斯的灵感来源。肖尔斯认为短文中的机器太复杂了，于是开始着手制造自己的机器。索莱和格里登也参与了这个项目，其中后者还提供了研发资金。
《科学美国人》的一篇文章使用“文学钢琴”（literary piano）一词来描述这台打字机：三人制作的第一个模型有一个由两排按键组成的键盘。这些按键分为黑键和白键，从表面上看就像钢琴；里面没有数字0和1，因为设计者认为字母O和I能够代替它们。键盘布局如下：
- 3 5 7 9 N O P Q R S T U V W X Y Z
 2 4 6 8 . A B C D E F G H I J K L M
第一排按键由象牙制成，第二排按键由乌木制成，框架的其余部分是木制的。三人在1868年6月23日和7月14日获得发明专利。这台打字机制作出的第一份文件，是肖尔斯以密尔沃基市审计长的身份所签订的合同。此时，肖尔斯打字机只是几十种同类发明中的一种。
他们用这台机器给不同的人写了数百封信，其中一位是宾夕法尼亚州梅德维尔的詹姆斯·登斯莫尔（James Densmore）。登斯莫尔预见到这台打字机将获得很高盈利，在没有看到这台机器的情况下，提出要购买一份专利。三人立即将四分之一的专利权卖给了他，作为回报，登斯莫尔支付了他们迄今为止的所有费用。然而1867年3月，登斯莫尔看到机器时，他告诉另外三人，机器现在的样子毫无用处，并敦促他们开始改进机器。灰心丧气的索莱和格里登离开了项目，肖尔斯和登斯莫尔拥有了专利权。
二人意识到，速记员将是打字机的第一批也是最重要的一批用户，因此最能判断其实用性。于是他们将模型机寄给了一些速记员，并开始改进这台机器。在这过程中，他们收到了不少参议员的刻薄意见和看法，但登斯莫尔一直在鼓励肖尔斯。最终，他们制造了大约50台机器，平均成本为250美元。参议员对打字机抨击的声音也少了。
1873年初，“E. Remington and Sons”公司（后来的雷明登武器公司）决定从他们手中买下专利。肖尔斯以1.2万美元的价格出售了他的二分之一的专利权，而登斯莫尔仍然坚持收取版权税，最终获得150万美元。
19世纪70年代，肖尔斯回到密尔沃基后，继续致力于改进打字机，并研发了QWERTY键盘。这种布局的出现源自于登斯莫尔将常用的字母组合分开的建议，以解决因按键上弹速度缓慢而造成的干扰问题。虽然干扰问题已经不再存在，但这种布局至今仍在打字机和英语计算机键盘上使用。
肖尔斯在与肺结核斗争了九年之后，于1890年2月17日去世，享年71岁。他被安葬在密尔沃基的森林之家公墓。

## 外部連結
- Christopher Latham Sholes, The Wisconsin State Historical Society （页面存档备份，存于）
- 在Find a Grave上的克里斯托弗·莱瑟姆·肖尔斯
- Sholes Visible typewriter （页面存档备份，存于） at the Martin Howard Collection